# Станко Маревић Прпић
Станко Маревић Прпић (Кула Норинска, код Метковића, 13. мај 1922 — околина Метковића, 25. мај 1944), учесник Народноослободилачке борбе и народни херој Југославије.

## Биографија
Рођен је у сиромашној сељачкој породици.
Као радник на изградњи пруге Метковић–Плоче, учествовао је у штрајковима 1938. године. Убрзо је постао члан Савеза комунистичке омладине Југославије.
Учесник Народноослободилачке борбе је од 1941. године. Тада је постао и члан Комунистичке партије Југославије. Усташе су га ухапсиле, али је маја 1942. године побегао из затвора и прикључио се борцима Прве неретванске партизанске чете. Крајем септембра 1942. ушао је у састав Прве пролетерске бригаде.
Почетком 1943. године, по задатку КПЈ формирао је Другу неретванску чету. Чета је у августу прерасла у батаљон, а Станко је постављен за њеног команданта. Након капитулације Италије формиран је Неретвански партизнаски одред, а Станко је постављен за команданта одреда. Под притиском немачких снага, половином новембра, главнина одреда пребацила се на острво Хвар и ушла у састав Једанаесте далматинске бригаде. Станко је остао на Биокову и убрзо формирао нови Неретвански одред.
Почетком 1944. године, његов одред наносио је много штете Немцима око Неретве. Због тога су од 23. до 26. маја предузели офанзиву против Неретванског одреда с циљем да га униште. У једној од битака, 25. маја погинуо је Станко Маревић.
Указом Президијума Народне скупштине Федеративне Народне Републике Југославије, 20. децембра 1951. године, проглашен је за народног хероја.